# Həmid Heydəri
Həmid Heydəri –también conocido como Abdolá Heidari Til– (26 de marzo de 1991) es un deportista azerbaiyano, de origen iraní, que compite en atletismo adaptado. Ganó dos medallas en los Juegos Paralímpicos de Verano, plata en Río de Janeiro 2016 y oro en Tokio 2020.

## Palmarés internacional
| Representando a Irán       |                         |                  |              |
| Juegos Paralímpicos        |                         |                  |              |
| Año                        | Lugar                   | Medalla          | Prueba       |
| 2016                       | Río de Janeiro (Brasil) | Medalla de plata | Jabalina F57 |
| Representando a Azerbaiyán |                         |                  |              |
| Juegos Paralímpicos        |                         |                  |              |
| Año                        | Lugar                   | Medalla          | Prueba       |
| 2020                       | Tokio (Japón)           | Medalla de oro   | Jabalina F57 |